# Toxocariasis
La toxocariasis o toxocarosis es una infección zoonótica cosmopolita causada por los gusanos nematodos parásitos Toxocara canis y Toxocara cati, proveniente de perros y gatos respectivamente. Debido a que el hombre no es el huésped definitivo del gusano, las larvas son incapaces de madurar en él, lo que hace que migren erráticamente por todo el cuerpo causando reacciones inflamatorias. De allí el nombre de larva migrans visceral o síndrome de migración larvaria visceral.
Este síndrome se caracteriza generalmente por eosinofilia elevada, hepatomegalia con granulomas de cuerpo extraño e infiltrados pulmonares.

## Epidemiología
La toxocariasis ocurre en todo el mundo siendo mucho mayor su incidencia en áreas rurales y países tropicales. Es más frecuente en niños y niñas de edades entre 2-7 años.

### Riesgo
- El estar expuesto a tierra o alguna área contaminada.
- Presencia de perros y gatos en condiciones de malos hábitos higiénicos.
- Geofagia (pica) entre el 2-10 % de los niños entre las edades de 1-3 habitúan a la geofagia.

## Patología
- Granulomas en particular hígado, pulmón, cerebro y ganglios. El parásito se dispone en el centro del granuloma, intacto o destruido, rodeado por eosinófilos y macrófagos.[3] En la periferia del granuloma se pueden encontrar histiocitos grandes, dispuestos en empalizadas, formando los gigantoncitos y fibras colágenas concéntricas envolviendo a las células inflamatorias, las que posteriormente, se calcifican.

- En ojos, causa endoftalmitis y lesiones granulomatosas frecuentes en la parte posterior del ojo y visibles en el fondo de ojo. El desprendimiento de retina, opacificación del humor vítreo y tumor fibrótico (con compromiso visual parcial) son algunas complicaciones en casos crónicos.

## Sintomatología
- Generales: fiebre, adenopatías, artralgia, hepatoesplenomegalia.
- Pulmonares: tos, expectoración, bronquitis, asma, neumonía con estertores.
- Neurológicas: encefalitis, meningitis, epilepsia y alteraciones psiquiátricas.

## Tratamiento
- Mebendazol.
- Tiabendazol o albendazol. Se utiliza en casos graves.
- Quimioterapia. Se utiliza para la toxocariasis hepática, pulmonar u ocular.

## Profilaxis
- Tratar a los infectados y a los animales domésticos que le rodea.
- Aseo de las manos y cuerpo.
- Control de rutinas desparasitarias en perros y gatos.
- Mejoría de las condiciones socioeconómicas (intervención gubernamental).
- Educación sanitaria.
- Desparasitación y control poblacional de animales callejeros.